# Belgrade 24h race
Међународна трка Belgrade 24h race је промотивна трка која је вожена на уличној стази на Новом Београду од 25. до 27. јуна 2010, са циљем да побољша имиџ Београда и промовише га као туристичку дестинацију. Ова манифестација, која је први пут је одржана у Београду, ставља акценат на способност града да реализује овакву трку и омогући стазу која је у рангу са осталим стазама у Европи и окружењу. Ова манифестација има циљ да утиче на афирмисање ауто-спорта и да помогне домаћим возачима да лакше пронађу подршку спонзора што подиже овај спорт на виши ниво. Манифестацији Belgrade 24h race потпуну подршку пружио је Ауто и картинг савез Србије чији је председник Мика Ђелмаш који је помогао да се све ово догоди.
На београдским улицама нашли су се ГТ аутомобили светски познатих тимова чија вредност прелази преко сто хиљада евра. Учествовала су три страна тима са аутомобилима Ауди R8, Ауди ТТ и Порше 911, док се још неколико аутомобила могло видити првог дана манистације на излозби 25. јуна од 16ч; Аполо гамперт (који вреди преко пола милиона евра) Ферари и др. Од возача овим поводом су дошли Андреа Ређанија, Кристијана Гратла и Доминика Хартла.
Рута стазе укупне дужине 2340 метара је булевар Николе Тесле и раскрсница улице Трешњиног цвета у непосредној близини Гранд Казина. Стаза је по мишљењу стручњака изузетно безбедна и атрактивна. 

## Класа
Резултати квалификационих тренинга, односно стартни редослед на трци:
1. Ређани Андреа 01:12,015
2. Гулке Андрес 01:12,364
3. Шалауер Кристијан 01:16,889
4. Слободан Петошевић 01:23,653
5. Марко Вучковић 01:30,822

Најављивана прва улична трке издржљивости „24 часа Београда“ са учешћем више од 10 тимова са ГТ аутомобила из Европе и света, на дан тренинга свела се на три сата и три машине, које само издалека сличе, моћним оригиналима. Велики број публике искористио је суботње тренинге да се на прави начин информише о недељном програму и око једне оцне сви су сагласни, да није шампионата Србије, не би имало шта да се види. Старт прве трке је био заказан за 11 часова, свечано отварање у 12 сати, а цена улазнице је 300 динара. Трка у GT класи није одржана због нереда на стази након одвожених трка у другим класама и с обзиром на то не можемо сматрати да је организација испунила очекивања.

## Шампионат Србије у кружним тркама
У оквиру Belgrade 24h вожене су и трке које се бодују за „Шампионат Србије у кружним тркама“. Трећа трка Шампионата Србије на кружним тркама, „Награда Београда 2010“ је вожена у свим категоријама од којих су најзанимљивије Супер туризмо у којој су учествовали многи асови ауто-спорта Србије као и класа 2 са возилима Застава Југо Хибрид. Квалификације су се одржале у суботу 26. јуна 2010.

### Класеи
Резултати квалификационих тренинга, односно стартни редослед на трци:
1. Зоран Тимотић (класа ) 01:09,052
2. Милован Веснић (класа ) 01:09,850
3. Жарко Терзић (класа IV) 01:11,370
4. Војислав Лекић (класа IV) 01:12,231
5. Мирко Миловановић (класа IV) 01:15,431

Победник трке у класи IV је Жарко Терзић са Пежоом 306 , који је за 24 круга, колико је трајла трка, успео да остави другопласираног Војислава Лекића (Хонда сивик), победника друге трке шампионата која је вожена у Бањој Луци, за цео круг. На кишној стази, Терзић је једини који је трку завршио у водећем кругу трке у класи СП.
Поред Терзића и Лекића на победничко постоље у класи IV СП, стигао је и Миодраг Маринковић. Возачи класе IV-СТ, који по устаљеној пракси возе заједно са колегама са СП болидима након одржаног тренинга одлучили су да не стартују на трци. Према њиховим речима три окретнице на стази нису прилагођене радијусу скретања СТ аутомобила па је самим тим и сам ток и безбедност трке, у којој може доћи до вожње у рикверц како би се кривина савладала, доведена у озбиљно питање. Велики проблем престављало је прегревање мотора и кочница тј. недовољна дужина правца за њихово ваздушно хлађење. Директори такмичења Веснић и Тимотић су своје примедбе уручили и у писменој форми, а затим се преселили у гледалиште. Исто је учинио и Кастратовић.
Резултати квалификационих тренинга, односно стартни редослед на трци:
1. Витомир Цветић (класа V) 01:16,053
2. Бранко Ћопић (класа III) 01:18,510
3. Дејан Стојић (класа ) 01:19,054
4. Драган Симић (класа ) 01:19,339
5. Драган Филиповић (класа III) 01:20,227

Трку у класи V су завршила само два такмичара, Симић и Тодоровић, док је Цветић остао без точка на свом Голфу само круг пре краја и то док се налазио на водећој позицији, а Дејан Стојић није је ни стигао до циља пред својом публиком због техничких проблема крај стазе је остао у осмом, од 24 круга колико се возило.
Резултати трке (класа V):
1. Драган Симић
2. Тодоровић
3. Витомир Цветић

Резултати трке:
1. Бранко Ћопић (класа III)
2. Милош Милојевић
3. Милан Маргетић

### Класа
Резултати квалификационих тренинга, односно стартни редослед на трци:
1. Звездан Јовановић 01:21,148
2. Радослав Вукосављевић 01:21,311
3. Милорад Симуновић 01:21,337
4. Душан Настасијевић 01:21,490
5. Немања Тодоровић 01:21,990

Поред јунака викенда, Терзића, највећу забаву публици крај стазе су приредили возачи класа I и II. Снажнија класа југо хибрид припала је Крушевљанину Душану Настасијевићу, који је до победе стигао у последњем кругу. Актуелни Шампион Вукосављевић овога пута се морао задовољити позицијом број два, а разлика од 0,562 секуни у односу на победника најбоље дочарава ужарену атмосферу са стазе. Одмах иза је трећепласирани Звездан Јовановић.
Резултати квалификационих тренинга, односно стартни редослед на трци:
1. Милош Бркић 01:28,748
2. Иван Мандић 01:28,798
3. Игор Франчевић 01:29,120
4. Петар Јовановић 01:29,185
5. Ненад Кнежевић 01:29,248

Мали Н овога пута је прошао у доминацији Милоша Бркића који је набоље време имао и на тренингу. По трећи пут у три трке други је упорни Саша Јанковић, а трећи још један Јовановић, Звездан јуниор. Трку није завршио један од фаворита, победник друге Бање Луке, Иван Мандић